# إيكو هيسامورا
إيكو هيسامورا (باليابانية: 久村 栄子) مواليد 13 يونيو 1954، هي مؤدية أصوات يابانية.

## أعمال

### أنمي
- الفرسان الثلاثة
- كابتن ماجد
- سيتي هانتر
- دراغون بول
- الهداف
- هزيم الرعد
- نينجا المغامر
- جورجي
- ينبوع الأحلام
- رعد العملاق
- الفرسان الثلاثة
- شما في البراري الخضراء
- صاحب الظل الطويل
- نوار
- رحلة بورفي الطويلة
- قصة حنان
- نساء صغيرات

### أفلام
- الفرسان الثلاثة
- يوغي

## وصلات خارجية
- إيكو هيسامورا على موقع IMDb (الإنجليزية)
- إيكو هيسامورا على موقع ألو سيني (الفرنسية)
- إيكو هيسامورا على موقع ميوزك برينز (الإنجليزية)
- إيكو هيسامورا على موقع قاعدة بيانات الفيلم (الإنجليزية)
- إيكو هيسامورا على موقع كينوبويسك (الروسية)
- إيكو هيسامورا على موقع ANN person (الإنجليزية)